# ДТП с участием Михаила Ефремова
Дорожно-транспортное происшествие с участием Михаила Ефремова произошло в 21:43 8 июня 2020 года в районе дома № 3 на Смоленской площади в Москве и вызвало широкий общественный резонанс из-за поведения Ефремова и его адвоката Эльмана Пашаева.

## Предпосылки
В марте 2018 года в ходе спектакля в Самарском театре оперы и балета зрители выразили недовольство качеством выступления Ефремова: артист говорил невнятно и, по некоторым мнениям, был пьян. В ответ Ефремов остановил спектакль и вступил в перебранку с публикой, используя нецензурную лексику. В сети появился видеоролик инцидента, однако друг Ефремова Дмитрий Быков назвал всё происходящее «клеветой» и «травлей».
До момента ДТП Ефремов неоднократно появлялся в общественных местах в нетрезвом виде.

## ДТП
8 июня 2020 года на Смоленской площади в Москве российский актёр Михаил Ефремов на своём Jeep Grand Cherokee выехал на встречную полосу и столкнулся с легковым автофургоном модели Lada Granta (ВИС-2349). Водитель последнего в тяжёлом состоянии был госпитализирован. 9 июня стало известно о смерти водителя фургона.
В отношении Ефремова возбудили уголовное дело по пункту «а» части 2 статьи 264 Уголовного кодекса Российской Федерации «Нарушение лицом, управляющим автомобилем, правил дорожного движения, повлекшее по неосторожности причинение тяжкого вреда здоровью человека, совершено лицом, находящимся в состоянии опьянения». По этой статье ему грозило до 8 лет лишения свободы.
Актёр был задержан на месте происшествия и отправлен на медицинское освидетельствование на предмет наличия алкоголя в крови. Изначально актёр был отпущен под подписку о невыезде. 9 июня Михаил Ефремов был задержан, в отношении фигуранта возбуждено уголовное дело по ст. 264 УК РФ. Актёру предъявлено обвинение по пункту «а» части 4 статьи 264 УК РФ. Вечером 9 июня начался суд о мере пресечения, статус Михаила — обвиняемый. Таганский районный суд избрал меру пресечения — домашний арест до 9 августа.
Участники
- Водитель Lada Granta: Захаров Сергей Владимирович (погиб)[15]

- Водитель Jeep Grand Cherokee: Ефремов Михаил Олегович

## Расследование
По данным телевизионного Первого канала РФ на 14 июня «ДТП вызвало большой общественный резонанс». Изначально Ефремов был отпущен под подписку о невыезде и отправлен на медицинское освидетельствование на предмет наличия алкоголя в крови. 9 июня 2020 года, после смерти пострадавшего, дело переквалифицировали на «Нарушение правил дорожного движения в состоянии алкогольного опьянения, повлёкшем смерть человека». Ефремов был задержан на 48 часов по уголовному делу, возбужденному против него по статье 264 УК РФ («Нарушение правил дорожного движения, повлёкшее по неосторожности смерть человека»).
Следствие ходатайствовало об избрании в отношении Ефремова меры пресечения в виде домашнего ареста.
9 июня спикер Госдумы Вячеслав Володин, во время заседания парламента, поручил комитету по безопасности и противодействию коррупции взять под контроль следствие по делу актёра Михаила Ефремова. По его мнению, депутаты таким образом могут не допустить давления на следствие со стороны защиты обвиняемого. Ефремов был взят под домашний арест на срок до 9 августа. Артист признал свою вину в совершённом им ДТП.
В ходе следственных действий в московском баре Ulysses, в котором Михаил Ефремов находился в день аварии, выяснилось, согласно сообщению «РЕН ТВ», что записи с камер видеонаблюдения пропали.

## Судебное разбирательство
22 июля 2020 года уголовное дело было направлено в суд. Ефремов отказался от признания своей вины в совершении ДТП.
29 июля стало известно, что во время следствия актёр отказался давать показания. 
5 августа Пресненский районный суд Москвы начал слушание дела Ефремова по существу дела.
21 августа актёр отказался от услуг адвокатов Эльмана Пашаева и Елизаветы Шаргородской, однако спустя 3 дня он заключил с Пашаевым новое соглашение.
31 августа Михаил Ефремов заявил, что в день аварии с 12 часов дня был пьян, с 17—18 часов ничего не помнит, и потому ошибочно признал свою вину. На этом основании он просил не приобщать его первоначальное признание вины к делу. Ефремов утверждал, что в момент аварии он, скорее всего, находился на пассажирском сиденье. Защита нашла трёх свидетелей, показавших, что Ефремов был в машине не один: Теван Бадасян, Андрей Гаев и Александр Кобец (последний, несмотря на проблемы со зрением (один глаз −3), заявил, что видел, как актёр покинул автомобиль с пассажирского сиденья), впоследствии все трое были осуждены за лжесвидетельство. Ефремов сообщил, что выпил бутылку водки, не помнит, откуда в его организме наркотики, и что он не виноват. Однако, спустя 3 дня, 3 сентября, на последнем заседании артист снова признал свою вину в смертельном ДТП.

## Приговор
8 сентября 2020 года суд признал Михаила Ефремова виновным в совершении преступления, предусмотренного пунктом «а» части 4 статьи 264 УК РФ, и назначил ему наказание в виде лишения свободы сроком на 8 лет с отбыванием наказания в исправительной колонии общего режима, со штрафом в размере 800 тысяч рублей в пользу потерпевшей стороны и лишением права управления транспортным средством на срок 3 года. Актёр был взят под стражу в зале суда, а затем помещён в СИЗО № 5 «Водник» управления ФСИН России по городу Москве.

### Частичное обжалование
9 сентября 2020 года Эльман Пашаев заявил о том, что подал апелляционную жалобу на решение Пресненского суда по делу Михаила Ефремова.
10 сентября Министерство юстиции России объявило о намерении лишить Пашаева адвокатского статуса и возбудить дисциплинарное производство в отношении адвоката Александра Добровинского. 14 сентября Пашаев заявил, что больше не представляет интересы Ефремова.
Новый адвокат Михаила Ефремова Владимир Васильев попросил заменить наказание в виде восьми лет лишения свободы на четыре года условного срока. В октябре, на фоне происшествия, артист потерял главную роль в комедийном сериале «Вампиры средней полосы».
22 октября Мосгорсуд изменил приговор по делу Михаила Ефремова. Вместо 8 лет лишения свободы, суд определил к отбытию 7 лет 6 месяцев лишения свободы, с отбыванием наказания в исправительной колонии общего режима. В этот же день Ефремов отказался от услуг адвоката Андрея Алёшкина.
15 сентября 2021 года, после подачи жалобы, суд кассационной инстанции не стал смягчать приговор актёру.

### Гражданские иски
6 октября 2020 года трое потерпевших по делу Ефремова подали к нему гражданские иски (по одному миллиону рублей каждый).
15 октября адвокат Сергей Аверцев сообщил о том, что Виталию Захарову (сыну потерпевшего Захарова) выплачено 800 тысяч рублей компенсации.
21 октября второй адвокат Ефремова Роман Филиппов перечислил на расчётные счета каждого из потерпевших денежную сумму в размере одного миллиона рублей.
В конце ноября 2020 года стало известно о том, что родственники погибшего в ДТП водителя-курьера отказались от иска в 3,1 миллиона рублей, так как Ефремов погасил перед ними все долги.

## Дело лжесвидетелей
Трое свидетелей по делу Ефремова: Теван Бадасян, Андрей Гаев и Александр Кобец утверждали, что видели артиста после ДТП, выходящего с пассажирского сиденья, а не с водительского, что доказывало его невиновность; однако, эти слова кардинально расходились с материалами дела и показаниями других свидетелей. Всех троих свидетелей нашёл бывший адвокат Ефремова Эльман Пашаев, который до 2020 года трижды лишался адвокатского статуса.
По версии следствия, все трое описали события, очевидцами которых не являлись, из заинтересованности помочь  Ефремову избежать уголовной ответственности. В результате все были осуждены 30 апреля 2021 года, хоть производства находились у разных судей, по ст. ч. 1 ст. 307 УК РФ «Дача заведомо ложных показаний»: Бадасян получил один год исправительных работ, Гаев и Кобец — по полтора, также с каждого будет удерживаться 10 процентов от заработка в пользу государства.
Адвокат лжесвидетеля Бадасяна Анастасия Бухрякова назвала приговор очень суровым, и заявила, что все доводы защиты свидетельствовали в пользу невиновности её подзащитного. Бывший адвокат Ефремова Пашаев в свою очередь заявил, что свидетели на самом деле видели, что актёра не было за рулем; сам Михаил якобы обсуждал с ними это по телефону. Но следствие якобы предложило артисту подписать чистосердечное признание и «подставить» Пашаева и свидетелей в обмен на четыре года условного срока, которые он должен был получить в апелляции; о таком наказании ранее просил адвокат артиста Владимир Васильев.
С другой стороны, защитник семьи погибшего Сергея Захарова Александр Добровинский, как и Пашаев лишённый адвокатской лицензии, заявил, что как только услышал всех троих в суде, то сразу понял — это лжесвидетели, а обвинительный приговор им — урок всем, кто посмеет лгать правосудию. Другой адвокат Игорь Бушманов назвал приговор ожидаемым и справедливым.
В целом юристы отметили, что статья о лжесвидетельстве применяется крайне редко, и у таких дел нет перспективы. Однако в деле Ефремова статья «выстрелила», не в последнюю очередь из-за резонанса по нему.

## Отбытие наказания
6 ноября 2020 года Ефремов был этапирован в колонию ИК-4 города Алексеевка Белгородской области. Там у актёра сложились хорошие отношения с сокамерниками и администрацией. Михаил устроился на швейное производство, участвовал в организации соревнований и читал книги.
8 февраля 2021 года Михаил Ефремов подал кассационную жалобу на приговор, обосновав её тем, что пострадавший якобы не был пристёгнут ремнём безопасности, а также состоянием своего здоровья.
18 февраля вышел фильм-сказка «Конёк-Горбунок», снятый задолго до ДТП, в котором Ефремов сыграл «Царя»; картина показала хорошие кассовые сборы. Продюсер фильма и глава кинокомпании «СТВ» Сергей Сельянов отметил, что наверняка присутствие Ефремова после ДТП части зрителей неприятно, однако, царь в сказке плохой; играй Михаил положительного героя, диссонанс был бы очевидным.
25 апреля 2021 года за работу в фильме «Француз» (2019) Ефремов был номинирован на российскую кинопремию «Ника» за 2020 и 2019 годы в категории лучшая мужская роль второго плана, но награды не получил.
Также в этом году в тюремном кружке Ефремов вместе с осуждённым Михаилом Зеленским написал сценарий и принял участие в озвучивании короткометражки «Евангелие от Федора»; роль Сони Мармеладовой исполнила дочь актёра Вера, а следователя Порфирия Петровича — сотрудник колонии Алексей Бондарев. Работа победила в номинации «Лучший монтаж» на Всероссийском конкурсе видеороликов осуждённых «Преступление и наказание» к 200-летию со дня рождения Фёдора Достоевского. В 2024 году Михаил сообщил, что скучает по актёрской профессии.
Родственники и друзьям актёра отмечали, что в колонии у него выпали нижние зубы и снизился вес, при этом Ефремов бросил курить и пить. В 2024 году адвокаты осуждённого сообщили о сильном ухудшении его здоровья на фоне хронической болезни лёгких, обострившейся после перенесённого коронавируса, и проблем сердечно-сосудистой системы.
В заключении Ефремов нарушал режим — покидал рабочее место, хранил мобильный телефон, не соблюдал дисциплину и форму одежды.

## Условно-досрочное освобождение
В январе 2023 года Ефремов подал в суд ходатайство о замене наказания в виде лишения свободы принудительными работами, однако в феврале попросил прекратить её рассмотрение.
20 мая 2023 года жена актёра Софья Кругликова сообщила, что Ефремов может получить шанс выйти из тюрьмы по условно-досрочному освобождению в марте 2024 года. В октябре 2024 года защита актёра подтвердила подготовку материалов для УДО по состоянию здоровья, однако указала, что торопиться с подачей не планирует.
24 марта 2025 года суд удовлетворил прошение Ефремова об УДО, без которого срок заключения истекал только в 2027 году. При этом до конца назначенного срока Михаилу запрещено водить автотранспорт и менять место жительства без уведомления, раз в месяц он обязан отмечаться по месту проживания. Сам артист принял участие в заседании Алексеевского районного суда Белгородской области по видеосвязи. По словам актёра, он все осознал и переосмыслил и хочет приносить пользу обществу. На заседании он заявил: 
Главный мой враг — это алкоголь. И я исключаю его из своей жизни
9 апреля Михаил Ефремов покинул колонию через чёрный ход и отправился домой в Москву, фактически отбыв 4,5 из 7,5 назначенных лет лишения свободы. Прибыв в Москву, Ефремов сказал журналистам, ожидавшим его: «Я, конечно, рад, что освободили меня. Всем спасибо, кто меня поддерживает. Ещё раз мои соболезнования семье погибшего». На следующий день артист впервые прошёл ежемесячную отметку в отделении полиции.